# 飯森広一
飯森 広一（いいもり こういち、1949年7月4日 - 2008年5月14日）は、日本の漫画家。

## 略歴
宮崎県児湯郡西米良村生まれ。都城市育ち。鎌倉学園高等学校、専修大学卒業。
動物漫画を主に描く漫画家で、代表作は『レース鳩0777』など。晩年は活動をほぼ休止していた。
2008年5月14日、脳血栓のため58歳で死去。

## 作品
- 『盲導犬プロメテウス』全3巻（小学館、少年ビッグコミック）

盲導犬としての訓練を受けるプロメテウスの成長と、見習い訓練士、盲人の少年が犬を通じて成長する姿を描く。
- 『アイン』全6巻（小学館、少年ビッグコミック）

「合成GABA」の投薬実験で驚異的な頭脳を得たチンパンジー、アイン。アインを取り巻く薬品開発者たちや、アインを政治的に利用しようとする者たち。アインという存在を通して、人類や科学の矛盾、問題点を描く。石油エネルギーに替わるエネルギーを検討する会議で安易に原子力に頼ろうとする有識者に、バイオ燃料の可能性を提示し、もっと検討を行うよう警鐘を述べるシーンがある。
- 『これから動物園』（小学館、コロコロコミック）

山奥に新規建設される予定の動物園に新人飼育員として採用された若者の成長を描く。
- 『レース鳩0777』全14巻（秋田書店、少年チャンピオンコミックス）
- 『60億のシラミ』全5巻（秋田書店、少年チャンピオンコミックス）

地球が氷河期に入るという予測に対応する人類を描く。「第一部」のみで終了（事実上の打ち切り）。飯森作品としてはハードな内容で、特殊警備組織NSP（New Super Police＝“新撰組”。明言はされないが、おそらく国家警察）が日本政府により設置されている。またこれもおそらく政府により、北海道で強制労働が行なわれていることを示唆する描写もある。拳銃を始めとする武器・兵器の解説も度々行なわれる。因みにシラミとは「地球に寄生する人間」という比喩表現である。
- 『家族動物園』全1巻（朝日ソノラマ、サンコミックス）
- 『ぼくの動物園日記』全10巻（集英社、ジャンプ・コミックス）

西山登志雄が、上野動物園で飼育係をしていた頃をモデルとして描く。巻末の解説は西山が執筆。
ダイソーコミックのレーベルで1、2巻のみが刊行されている。
- 『トンキー物語』（ほるぷ出版、ほるぷ平和漫画シリーズ）

表題作のほかに、『ぼくの動物園日記』より抜粋して収録。
- 『日本動物記』全2巻（小学館、てんとう虫コミックス）
- 『希望の伝説』全3巻（秋田書店、少年チャンピオンコミックス）
- 「動物漫画シリーズ傑作選」全3巻（集英社、ジャンプ・コミックス）

巻末の解説を西山登志雄が執筆している。
1. 『ああ北極の犬たちよ』- 表題作は、植村直己の犬ぞりを操った人類史上初の北極点単独行を描く。
2. 『ぼくのシマイヌ』
3. 『天塩の人食い』

- 「おれのブー」（集英社、別冊少年ジャンプ 1973年4月号読切[1]）
- 「町に来た犬」（小学館、小学二年生 1977年12月号ふろくに掲載）
- 「超星人ダイダル」（小学館、小学五年生 1978年12月号から1979年2月号連載）
- 「走れ! ゴロー」（小学館、小学五年生 1984年6月号から1985年2月号連載）
- 「荒野にほえろ!!」（小学館、小学五年生 1985年6月号から8月号連載）
- 「シルクロードの竜」（集英社、月刊少年ジャンプ 1980年5月号読切）

## アシスタント
- まつなが陽一[2]